# ولسوالی زیروک

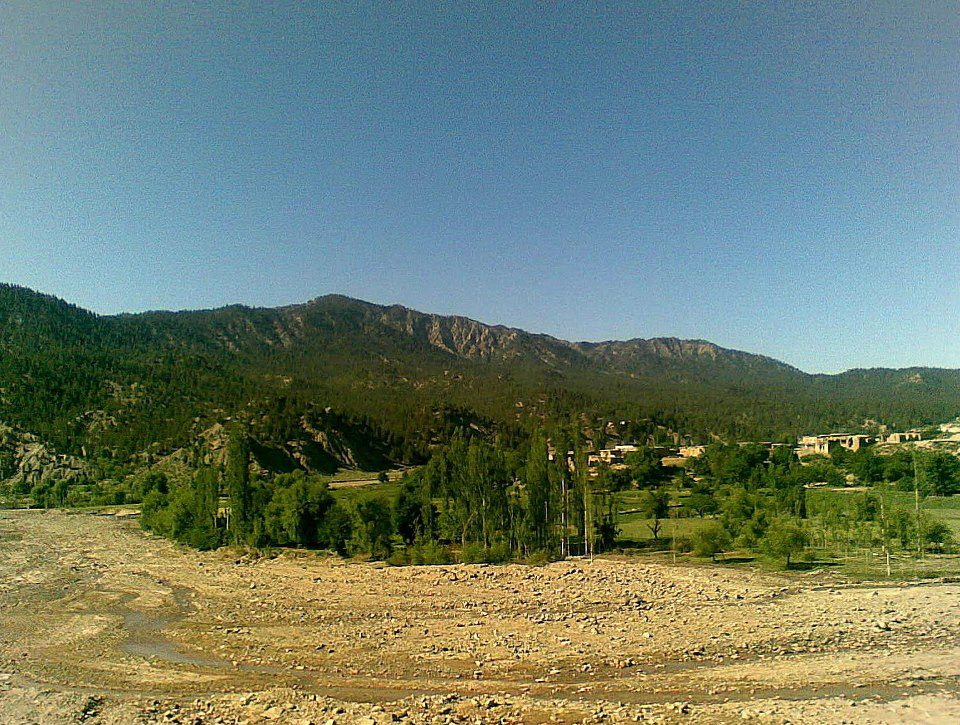
کوه‌های زیروک

زیروک یکی از ولسوالی‌های ولایت پکتیکا در جنوب خاوری افغانستان با جمعیت نزدیک به ۴۳۱۹۰ نفر است. شهر اصلی زیروک است که در جاده اصلی خوست-ارگون قرار دارد.
زیروک یک ولسوالی دورافتاده از ولایت پکتیکا است که از شرق با ولسوالی سپیره ولایت خوست، از جنوب غربی با ولسوالی نکه، از غرب با ولسوالی اورگون و از شمال با وزیرستان همسایه است.
این ولسوالی در مرکز قوم پشتون زادران قرار دارد. مردم زبان پشتو را با لهجه زدران صحبت می‌کنند.

## جمعیت‌ شناسی
از نظر قبیله‌ای، مردم زیروک آنیخون خیل هستند، اما برخی از قبیله‌های فرعی از جمله:
سوری،،شوزی، ماداکای، عالمی، خودکی، انبکی، ډاب کلی
داب مرکز ولسوالی زیروک است. در داب دفتر فرماندار منطقه، ستاد پلیس و یک پایگاه عملیاتی خط مقدم ایالات متحده (FOB) قرار داشت. برخی از مردم در خارج از روستاهای نزدیک به حوضه زیروک زندگی می‌کنند. این سکونتگاه‌ها کاسکی (پشتو: کهاڅکی) نامیده می‌شوند. کاسکی در غرب زیروک قرار دارد و از قبیله شوزی است.

## تحصیلات
مردم زیروک به دلیل علاقه‌یشان به آموزش مدرن شناخته شده است. زیروک تعداد فارغ التحصیلان بالایی دارد. سطح تحصیلات و درصد افراد تحصیل کرده در مقایسه با سایر ولسوالی‌ها مانند اورگون بیشتر نیست. در کل منطقه فقط یک مدرسه عالی وجود دارد. معلمانی که در مدرسه تدریس می‌کنند حرفه‌ای و واجد شرایط نیستند. دانش آموزان برای یادگیری در باغ ها جمع می شوند. این مدرسه ساختمان خود را دارد اما در نزدیکی پایگاه ایالات متحده است. به دلیل نزدیکی ساختمان مدرسه به پایگاه نظامی، دانش‌آموزان و معلمان از ترس اصابت موشک احتمالی طالبان ساختمان را ترک کرده و به باغ‌های اطراف می‌رفتند.

## اقتصاد

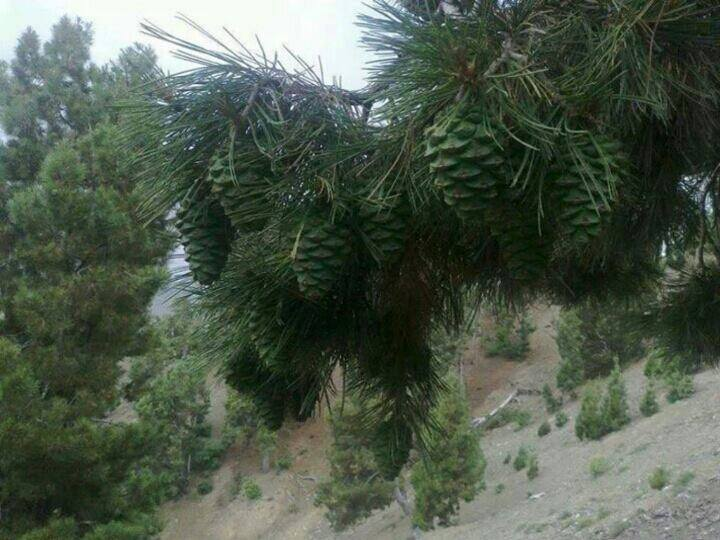
درخت کاج سبز

اقتصاد زیروک عمدتاً مبتنی بر کوه و کشت است. کوه های زیروک حاوی میوه کاج است که میوه خشک نسبتاً گران و قیمتی است. مساحت کوه‌های زیروک زیاد است و به هر خانواده میزان کافی زمین می‌رسد.

## زندگی روستایی

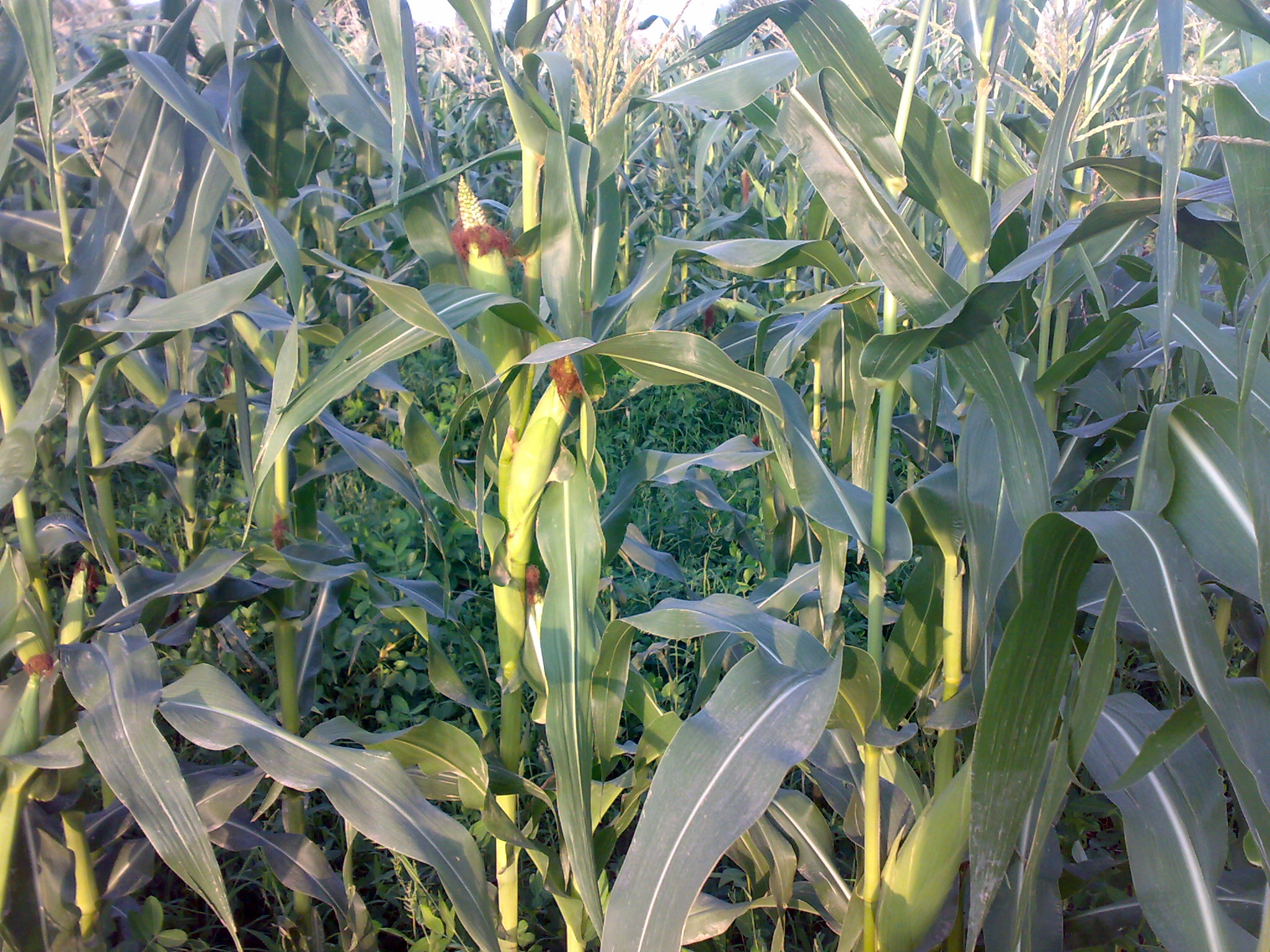
محصول ذرت در ناحیه زیروک

زندگی مردم خیلی ساده است. مردم صبح زود از خواب بیدار می‌شوند و معمولاً حداقل یک نفر از هر خانواده برای آوردن چوب برای سوزاندن و شاخه‌های بلوط برای احشام به کوه می‌رود.

## منبع‌ها
- مشارکت‌کنندگان ویکی‌پدیا. «Paktika Province». در دانشنامهٔ ویکی‌پدیای انگلیسی، بازبینی‌شده در ۴ اسفند ۱۳۹۰ خورشیدی.